# Ramón Barreto
Ramón Barreto (Montevideo, 1939. szeptember 14. – Montevideo, 2015. április 4.) uruguayi nemzetközi labdarúgó-játékvezető.

## Pályafutása

### Nemzeti játékvezetés
Egyszer egy mérkőzést nézett, ahol a játékvezető ítéletén felháborodott nézők berohanva a játéktérre meg akarták verni a bírót. Lelkes - komoly ökölvívói sportháttérrel rendelkezett - segítségével sikerült kimenteni a játékvezetőt. A nagy veszélyre tekintettel határozta el, hogy játékvezető lesz. A játékvezetői vizsgát 1964-ben tette le. A küldési gyakorlat szerint rendszeres partbírói tevékenységet is végzett. 1966-ban lett az I. Liga játékvezetője. A nemzeti játékvezetéstől 1986-ban vonult vissza.

### Nemzetközi játékvezetés
Az Uruguayi labdarúgó-szövetség Játékvezető Bizottsága (JB) terjesztette fel nemzetközi játékvezetőnek, a Nemzetközi Labdarúgó-szövetség (FIFA) 1967-től tartotta nyilván bírói keretében. A FIFA JB központi nyelvei közül a spanyolt beszéli. Több nemzetek közötti válogatott és klubmérkőzést vezetett, vagy működő társának partbíróként segített. Az uruguayi nemzetközi játékvezetők rangsorában, a világbajnokság sorrendjében az 1. helyet foglalja el 18 találkozó szolgálatával. Az aktív nemzetközi (FIFA) játékvezetéstől 1978-ban vonult vissza, de Dél-Amerikában 1986-ig tovább vezetett nemzetközi találkozókat.

#### Labdarúgó-világbajnokság
Öt világbajnoki döntőhöz vezető úton Mexikóba a IX., az 1970-es labdarúgó-világbajnokságra, az Nyugat-Németország-ba a X., az 1974-es labdarúgó-világbajnokságra , Argentínába a XI., az 1978-as labdarúgó-világbajnokságra , Spanyolországba a XII., az 1982-es labdarúgó-világbajnokságra valamint Mexikóba a XIII., az 1986-os labdarúgó-világbajnokságra a FIFA JB játékvezetőként alkalmazta. Selejtező mérkőzéseket a CONMEBOL zónában vezetett. A FIFA JB elvárásainak megfelelően, ha nem vezetett, akkor valamelyik társának partbíróként segített. 1970-ben egy csoportmérkőzésen egyes számú, 1974-ben a két csoportmérkőzés közül egy alkalommal, valamint 1978-ban egy csoportmérkőzésen kapott egyes számú besorolást, ami azt jelentette, hogy játékvezetői sérülés esetén továbbvezethette volna a találkozót. A világbajnokságok történetében először fordult elő, hogy kétszer is jelölt volt a döntő vezetésére - 1974-ben és 1978-ban. A döntő irányítása helyett 1974-ben Sergio Gonella második, 1978-ban John Keith Taylor első számú partbírójaként szolgálhatta a labdarúgást. Világbajnokságon vezetett mérkőzéseinek száma: 5 + 6 (partbíró).

##### 1970-es labdarúgó-világbajnokság

###### Selejtező mérkőzés
| Időpont             | Helyszín                         | Mérkőzés típusa            | Mérkőzés          | Eredmény |
| ------------------- | -------------------------------- | -------------------------- | ----------------- | -------- |
| 1969. augusztus 31. | Központi Stadion, Rio de Janeiro | CONMEBOL zóna (2. csoport) | Brazília–Paraguay | 1 : 0    |

###### Világbajnoki mérkőzés
| Időpont         | Helyszín                     | Mérkőzés típusa              | Mérkőzés               | Eredmény | Nézők száma |
| --------------- | ---------------------------- | ---------------------------- | ---------------------- | -------- | ----------- |
| 1970. június 3. | Jalisco Stadion, Guadalajara | csoportmérkőzés (3. csoport) | Brazília–Csehszlovákia | 4 : 1    | 52 897      |

##### 1974-es labdarúgó-világbajnokság

###### Selejtező mérkőzés
| Időpont         | Helyszín                 | Mérkőzés típusa            | Mérkőzés   | Eredmény | Nézők száma |
| --------------- | ------------------------ | -------------------------- | ---------- | -------- | ----------- |
| 1973. május 13. | Városi Stadion, Santiago | CONMEBOL zóna (3. csoport) | Chile–Peru | 2 : 0    |             |

###### Világbajnoki mérkőzés
| Időpont          | Helyszín                   | Mérkőzés típusa              | Mérkőzés                 | Eredmény | Nézők száma |
| ---------------- | -------------------------- | ---------------------------- | ------------------------ | -------- | ----------- |
| 1974. június 22. | Volkspark Stadion, Hamburg | csoportmérkőzés (1. csoport) | NDK–NSZK                 | 1 : 0    | 60 350      |
| 1974. június 26. | Neckar Stadion, Stuttgart  | második kör (B. csoport)     | Svédország–Lengyelország | 0 : 1    | 43 755      |

##### 1978-as labdarúgó-világbajnokság

###### Selejtező mérkőzés
| Időpont           | Helyszín                         | Mérkőzés típusa                 | Mérkőzés             | Eredmény |
| ----------------- | -------------------------------- | ------------------------------- | -------------------- | -------- |
| 1977. március 20. | Központi Stadion, Rio de Janeiro | CONMEBOL zóna (1. csoport)      | Brazília–Paraguay    | 1 : 1    |
| 1977. július 17.  | Városi Stadion, Cali             | CONMEBOL zónadöntő              | Peru–Bolívia         | 5 : 0    |
| 1977. október 9.  | Azteca Stadion, Mexikóváros      | Amerika/Karib-térség zónadöntő  | Mexikó–Haiti         | 4 : 1    |
| 1977. október 16. | Azteca Stadion, Mexikóváros      | Amerika/Karib-térségi zónadöntő | Kanada–Guatemala     | 2 : 1    |
| 1977. október 29. | Népstadion, Budapest             | kontinentális selejtező         | Magyarország–Bolívia | 6 : 0    |

###### Világbajnoki mérkőzés
| Időpont          | Helyszín                                  | Mérkőzés típusa              | Mérkőzés                     | Eredmény | Nézők száma |
| ---------------- | ----------------------------------------- | ---------------------------- | ---------------------------- | -------- | ----------- |
| 1978. június 6.  | José María Minella Stadion, Mar del Plata | csoportmérkőzés (1. csoport) | Olaszország–Magyarország     | 3 : 1    | 26 533      |
| 1978. június 18. | Chateau Carreras Stadion, Córdoba         | csoportmérkőzés (A. csoport) | Hollandia–Nyugat-Németország | 2 : 2    | 40 750      |

##### 1982-es labdarúgó-világbajnokság

###### Selejtező mérkőzés
| Időpont          | Helyszín                 | Mérkőzés típusa           | Mérkőzés           | Eredmény |
| ---------------- | ------------------------ | ------------------------- | ------------------ | -------- |
| 1981. február 8. | Nemzeti Stadion, Caracas | előselejtező (7. csoport) | Venezuela–Brazília | 0 : 1    |

##### 1986-os labdarúgó-világbajnokság

###### Selejtező mérkőzés
| Időpont          | Helyszín                            | Mérkőzés típusa           | Mérkőzés           | Eredmény | Nézők száma |
| ---------------- | ----------------------------------- | ------------------------- | ------------------ | -------- | ----------- |
| 1985. június 23. | Pueblo Nuevo Stadion, San Cristóbal | előselejtező (1. csoport) | Venezuela–Kolumbia | 2 : 2    | 30 000      |

#### Copa América
A Dél-amerikai válogatottak első számú tornáján Uruguayba az 1975-ös Copa Américára és Peruba az 1979-es Copa Américára a CONMEBOL JB bírói szolgálattal bízta meg.

##### 1975-ös Copa América

###### Copa América mérkőzés
| Időpont            | Helyszín                         | Mérkőzés típusa              | Mérkőzés           | Eredmény | Nézők száma |
| ------------------ | -------------------------------- | ---------------------------- | ------------------ | -------- | ----------- |
| 1975. augusztus 6. | Mineirão Stadion, Belo Horizonte | csoportmérkőzés (A. csoport) | Brazília–Argentína | 2 : 1    | 80 000      |
| 1975. október 28.  | Olimpiai Stadion, Caracas        | döntő harmadik találkozó     | Peru–Kolumbia      | 1 : 0    | 30 000      |

##### 1979-es Copa América

###### Copa América mérkőzés
| Időpont           | Helyszín                               | Mérkőzés típusa         | Mérkőzés          | Eredmény | Nézők száma |
| ----------------- | -------------------------------------- | ----------------------- | ----------------- | -------- | ----------- |
| 1979. október 24. | Defensores del Chaco Stadion, Asunción | egyik elődöntő          | Paraguay–Brazília | 2 : 1    | 50 000      |
| 1979. november 5. | Nemzeti Stadion, Santiago de Chile     | döntő második találkozó | Chile–Paraguay    | 1 : 0    | 55 000      |

#### Olimpiai játékok
Montréalban az 1976. évi nyári olimpiai játékok labdarúgó torna döntőinek helyszínén a FIFA JB hivatalnoki szolgálattal bízta meg. Az olimpiai döntők közül első dél-amerikaiként, első uruguayiként a 14. döntő találkozót vezethette.

##### 1976. évi nyári olimpiai játékok
| Időpont          | Helyszín                   | Mérkőzés típusa              | Mérkőzés                                     | Eredmény | Nézők száma |
| ---------------- | -------------------------- | ---------------------------- | -------------------------------------------- | -------- | ----------- |
| 1976. július 23. | Olimpiai Stadion, Montréal | csoportmérkőzés (B. csoport) | Franciaország–Izrael                         | 1 : 1    | 33 639      |
| 1976. július 31. | Olimpiai Stadion, Montréal | döntő                        | Német Demokratikus Köztársaság–Lengyelország | 3 : 1    | 71 617      |

#### Nemzetközi kupamérkőzések
Vezetett Kupa-döntők száma: 3.

##### Copa Libertadores
| Időpont            | Helyszín                              | Mérkőzés típusa   | Mérkőzés                     | Eredmény | Nézők száma |
| ------------------ | ------------------------------------- | ----------------- | ---------------------------- | -------- | ----------- |
| 1974. október 16.  | Saupin Stadion, Avellaneda            | döntő 2. mérkőzés | Independiente–São Paulo      | 2 : 0    | 55 000      |
| 1975. június 25.   | Almirante Cordero Stadion, Avellaneda | döntő 2. mérkőzés | Independiente–Unión Española | 3 : 1    | 50 000      |
| 1981. november 20. | Nemzeti Stadion, Santiago             | döntő 2. mérkőzés | Cobreloa–CR Flamengo         | 1 : 0    | 61 700      |

#### A magyar labdarúgó-válogatott mérkőzései (1902–1929)
| Időpont           | Helyszín                      | Mérkőzés típusa          | Mérkőzés               | Eredmény | Nézők száma |
| ----------------- | ----------------------------- | ------------------------ | ---------------------- | -------- | ----------- |
| 1977. február 27. | Nemzeti Stadion, Buenos Aires | 507. válogatott mérkőzés | Argentína–Magyarország | 5 – 1    | 70 000      |

## Szakmai sikerek
1989-ben a nemzetközi játékvezetés hírnevének erősítése, hazájában 10 éve a legmagasabb Ligában (osztályban) folyamatosan tevékenykedő, eredményes pályafutása elismeréseként, a FIFA JB felterjesztésére az 1965-ben alapított International Referee Special Award címmel és oklevéllel tüntette ki.